# Кубанец
Кубанец — посёлок в Кущёвском районе Краснодарского края. Входит в состав Первомайского сельского поселения.

## Население
| 2002 | 2010 |
| ---- | ---- |
| 274  | ↘213 |

## Улицы
- ул. Ветеранов,
- ул. Заречная,
- ул. Зелёная,
- ул. Ленинская,
- ул. Рабочая,
- ул. Солнечная,
- ул. Студенческая,
- ул. Трудовая.